# Centralmärzverein
Der Centralmärzverein (CMV) war eine Dachorganisation aller demokratisch ausgerichteten politischen Vereine während der Revolution von 1848/49 und gilt als die erste moderne Partei in Deutschland. Die Organisation versuchte erstmals, auf nationaler Ebene eine Organisation zu schaffen, die Parlamentsfraktion und außerparlamentarische Vereine miteinander verband.

## Vorgeschichte
Erste Überlegungen zur Gründung einer zentralen Organisation gingen auf den ersten Demokratenkongress in Frankfurt (14.–17. Juni 1848) zurück. Daran nahmen 234 Delegierte aus 89 Vereinen und 66 Städten teil. Unter ihnen waren auch Vertreter der schlesischen Rustikalvereine, einer ländlichen Massenorganisation mit zeitweise 200.000 Mitgliedern. Den Vorsitz hatte Julius Fröbel inne, weitere bekannte Persönlichkeiten waren der Philosoph Ludwig Feuerbach, der führende Deutschkatholik Johannes Ronge, der Kölner Sozialist Andreas Gottschalk, sowie Ferdinand Freiligrath und Ludwig Bamberger. Der Kongress beschloss die Gründung eines Zentralausschusses mit Sitz in Berlin. Dieser wurde faktisch zur ersten modernen Parteizentrale in Deutschland. Finanziert durch Beiträge von Vereinen und Personen wurden hauptamtliche Funktionäre beschäftigt.
Gleichwohl blieb die nationsweite Organisation eher rudimentär, der eigentliche Auslöser wurde die Gegenrevolution in Berlin, insbesondere die Erklärung des Belagerungszustandes, die Verlegung der preußischen Nationalversammlung und die damit einhergehende Unterbindung politischer Tätigkeit durch
General Friedrich von Wrangel am 12. November 1848.

## Organisation und Tätigkeit

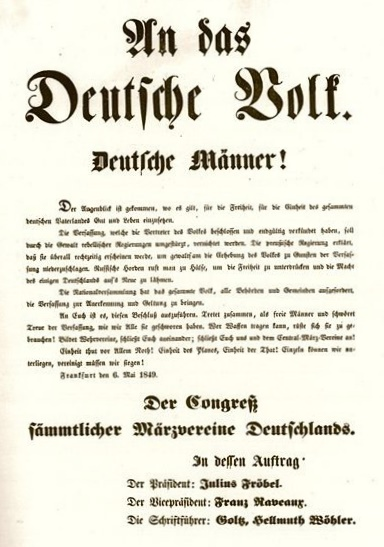
Aufruf des Centralmärzvereins vom 6. Mai 1849

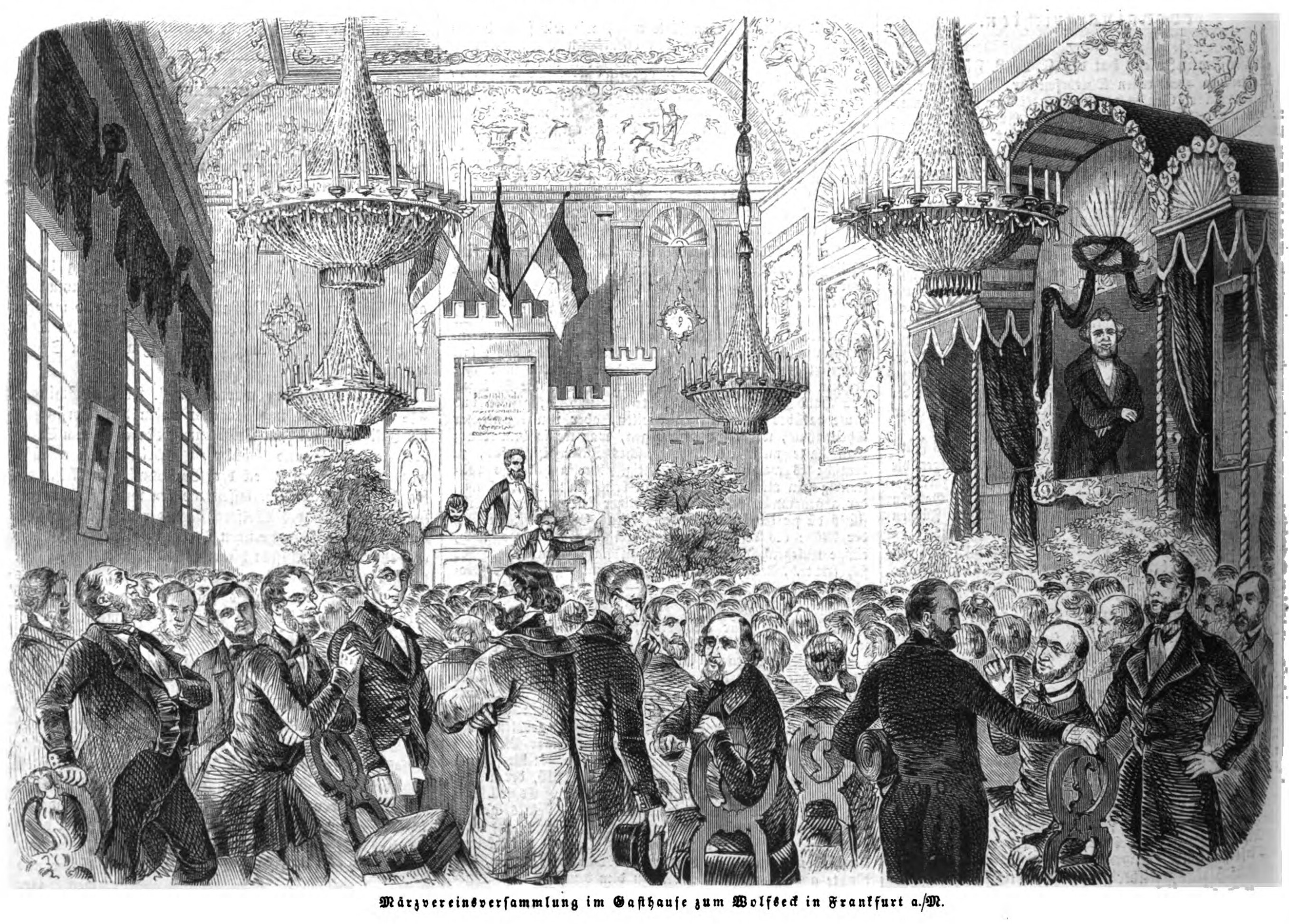
Sitzung des Centralmärzvereins am 6. Mai 1849 im Saal des Gasthauses Wolfseck in Frankfurt/M.

Der Schwerpunkt verlagerte sich damit wieder nach Frankfurt. Als Reaktion darauf wurde am 21. November der Centralmärzverein von Abgeordneten der Fraktionen Donnersberg, Deutscher Hof und Teilen der Westendhall in der Deutschen Nationalversammlung in Frankfurt gegründet. Hinter ihm standen immerhin fast 40 % der Abgeordneten. Das erklärte Ziel war es, die „Märzerrungenschaften“ zu schützen – daher auch der Name „Centralmärzverein“. Sie war eine lockere Dachorganisation, die ihre Mitgliedsvereine mit Manifesten und Rundschreiben versorgte, Pressemitteilungen verbreitete, Volksversammlungen anregte und Demonstrationen organisierte.

„An das deutsche Volk.   Das Bedürfniß nach Einigung thut sich überall in dem Volke kund. Durch die erschütternden Ereignisse der jüngsten Zeit, durch die Vorgänge in Wien und Berlin sehen wir die Errungenschaften der deutschen Revolution in Frage gestellt. Der Feind, den man besiegt glaubte, wagt es, aufs neue sein Haupt zu erheben. Die Freiheit und das Recht des Volks sind in Gefahr, verkümmert, vernichtet zu werden. […] Noch ist es Zeit, diese Gefahren auf friedlichem Wege durch gesetzliche Mittel abzuwenden. Es bedarf aber zu diesem Zweck einer großartigen Vereinigung aller Bürger des gemeinsamen Vaterlandes, welche die Freiheit und Einheit Deutschlands wirklich wollen. Wir haben zu gemeinsamem Handeln nach den beigefügten Grundsätzen einen Verein gebildet. Wir verhehlen nicht, daß wir in einzelnen Punkten verschiedener Ansicht sind; die Einen sind Anhänger der constitutionellen Monarchie, die Andern der Republik. Wir Alle aber vereinigen uns zu dem gemeinsamen Zwecke, die demokratischen Grundlagen aller Verfassungen, die Freiheit und die unveräußerlichen Rechte des Volks in gesetzlicher Weise zu erzielen und sicher zu stellen. […] 
Programm des März-Vereins.  Wir wollen die Einheit Deutschlands; wir wollen, daß die Freiheit als das natürliche Eigenthum der Nation anerkannt werde, nicht als ein Geschenk oder eine Gabe, die ihm nach Belieben von irgend einer Seite zugemessen wird; wir wollen, daß die Nation die Einschränkungen dieser Freiheit selbst bestimmt und sich nicht aufdrängen läßt, daß aber ein Jeder sich diesen Einschränkungen zu unterwerfen hat; wir wollen die Berechtigung für das Gesammtvolk, wie für das Volk eines jeden einzelnen Landes, sich seine Regierungsform selbst festzusetzen und einzurichten, zu verbessern und umzugestalten, wie es ihnen zweckdienlich erscheint, weil jede Regierung nur um des Volks willen und durch seinen Willen da ist; wir wollen, daß die Verfassungen, welche der Gesammtstaat und die einzelnen deutschen Staaten sich geben, Bestimmungen enthalten, nach denen sie auf friedlichem, gesetzlichem Wege geändert und verbessert werden können; wir wollen, daß die auf solcher Grundlage errichteten Verfassungen von dem Gesammtstaate garantirt werden, damit auf diese Art die Revolution zu Ende gebracht und ein dauernder Zustand der Gesetzlichkeit, des Friedens und der Wohlfahrt der deutschen Nation und der einzelnen deutschen Volksstämme gesichert werde.“

Politisch diskutiert wurden etwa die oktroyierte preußische Verfassung, Aktionen zur Verkündigung der Grundrechte und vor allem die Reichsverfassungskampagne zur Durchführung der Reichsverfassung vom 28. März 1849.
Die Basis bildeten die lokalen Vereine, die hinter den Abgeordneten standen. Die liberalen konstitutionellen Vereine schlossen sich dem neuen Verband in der Regel nicht an. Stark vertreten waren dagegen die schlesischen „Rustikalvereine“, die sächsischen „Vaterlandvereine“ und die württembergischen „Volksvereine“. Immerhin waren in 85 % aller preußischen Städte mit mehr als 9000 Einwohnern Filialvereine vorhanden. Die Anhängerschaft umfasste aber nicht nur die städtische Bevölkerung, sondern reichte gerade in Schlesien weit in ländliche Kreise hinein. Der Verband entwickelte sich innerhalb kürzester Zeit zur stärksten Massenvereinigung während der Revolutionszeit. Bis März 1849 entstanden etwa 950 Vereine mit zusammen etwa einer halben Million Mitglieder.
Vor allem in den Städten wurden die örtlichen Centralmärzvereine häufig von Arbeiter-, Turner-, Sänger- oder Schützenvereinen unterstützt, so dass die demokratische Linke ein organisatorisches Fundament besaß, das deutlich breiter war als das der anderen politischen Lager.

## Reichsverfassungskampagne
Eine wichtige Rolle spielte der Centralmärzverein während der Reichsverfassungskampagne im Mai 1849. Am 6. Mai hielt die Organisation unter Vorsitz von Fröbel eine Versammlung ab, auf der man so weit ging, den revolutionären Kampf vorzubereiten. Die Soldaten wurden aufgefordert, der Verfassung treu zu sein, und die Bürger wurden aufgerufen, Wehrvereine zu gründen. Die Beteiligten hatten dabei keine neue Revolution im Sinn, sondern verstanden sich als „Vollstrecker der Reichsexekution gegen die verfassungsbrüchigen Fürsten.“
In der Folge dieses Aufrufs kam es ab Mai 1849 zu neuen republikanisch motivierten Aufständen, die insbesondere vom Centralmärzverein getragen wurden. So zum Beispiel im Königreich Sachsen (Dresdner Maiaufstand), in der damals bayerischen Pfalz (Pfälzischer Aufstand), in den preußischen Provinzen Westfalen (Iserlohner Aufstand von 1849) und Rheinland (Prümer Zeughaussturm und Elberfelder Aufstand Mai 1849) und vor allem im Großherzogtum Baden (vgl. Badische Revolution). Die zuletzt erfolgte Kapitulation der badischen Revolutionäre in der Bundesfestung Rastatt am 23. Juli 1849 bedeutete sowohl das Ende der Revolution als auch des Centralmärzvereins.